# Kennedy Bakırcıoğlu
Kennedy Bakırcıoğlu (Södertälje, 2 november 1980) is een Zweedse voormalig voetballer die bij voorkeur speelde als aanvaller of aanvallende middenvelder. In 2001 debuteerde hij in het Zweeds voetbalelftal.

## Persoonlijk leven en carrière
Bakırcıoğlu werd in Zweden geboren, maar is van oorsprong een Assyriër. Hij is een Syrisch-orthodoxe christen. De familie Bakırcıoğlu komt uit het oosten van Turkije, maar verhuisde in 1972 naar Zweden. Bakırcıoğlu werd vernoemd naar de vermoorde oud-president van de Verenigde Staten John F. Kennedy, voor wie zijn oma grote bewondering had. Bakırcıoğlus vader Benyamin Bakırcıoğlu is een oud-voetballer van Assyriska Föreningen, een club opgericht door Assyriërs. Bij Assyriska Föreningen tekende Bakırcıoğlu zelf ook zijn eerste profcontract. Op zijn vijftiende maakte hij zijn debuut voor de club. Hij liep daarna stage bij Manchester United, maar werd daar niet ingelijfd. In 1999 vertrok Bakırcıoğlu naar Hammarby IF. Daarmee werd hij in 2001 voor het eerst in de clubgeschiedenis landskampioen. In 2003 verkaste hij naar Iraklis Saloniki, waar toen de Zweedse trainer Mats Jingblad werkte. Dat woog mee in Bakırcıoğlu beslissing om naar Griekenland te gaan, maar na een half jaar werd Jingblad ontslagen en raakte Bakırcıoğlu zijn basisplaats kwijt. Zijn salaris werd stopgezet en hij mocht transfervrij vertrekken. Bakırcıoğlu werd toen binnengehaald door FC Twente. Het eerste doelpunt voor Twente maakte Bakırcıoğlu in de derby tegen Heracles Almelo (0-4).
In de zomer van 2007 kocht Ajax Bakırcıoğlu van Twente en gaf hem een contract voor vier seizoenen. Met de transfer was ongeveer 1,2 miljoen euro gemoeid. Zijn eerste doelpunt voor Ajax maakte hij na zes minuten in zijn eerste (officieuze) wedstrijd tegen amateurclub VVSB. Bakırcıoğlu zorgde voor twee doelpunten in de wedstrijd die op 0-4 eindigde.
In juli 2010 besloten Ajax en Bakırcıoğlu in overleg om zijn contract per direct te ontbinden. In juni van datzelfde jaar leek Bakırcıoğlu naar het Turkse Kayserispor te gaan, maar deze transfer liep stuk vanwege het feit dat Bakırcıoğlu een Turks paspoort moest aannemen. Hij tekende op 6 juli vervolgens voor twee jaar bij Racing Santander. In zijn eerste jaar bij de Spaanse club speelde hij bijna alles en kwam hij zes keer tot scoren, in zijn tweede seizoen speelde hij heel weinig, mede door langdurig blessureleed.
Op 28 augustus 2012 besloot hij terug te gaan naar zijn oude club Hammarby IF. Hij tekende aldaar een contract tot medio 2014. Eind 2018 beëindigde hij zijn loopbaan.

## Clubstatistieken
| seizoen   | club                 | land        | duels | goals | competitie       |
| --------- | -------------------- | ----------- | ----- | ----- | ---------------- |
| 1996      | Assyriska Föreningen | Zweden      | 1     | 0     | Superettan       |
| 1997      | Assyriska Föreningen | Zweden      | 8     | 1     | Superettan       |
| 1998      | Assyriska Föreningen | Zweden      | 25    | 9     | Superettan       |
| 1999      | Hammarby IF          | Zweden      | 25    | 2     | Allsvenskan      |
| 2000      | Hammarby IF          | Zweden      | 26    | 5     | Allsvenskan      |
| 2001      | Hammarby IF          | Zweden      | 26    | 8     | Allsvenskan      |
| 2002      | Hammarby IF          | Zweden      | 25    | 11    | Allsvenskan      |
| 2003      | Hammarby IF          | Zweden      | 25    | 12    | Allsvenskan      |
| 2003/2004 | Iraklis Saloniki     | Griekenland | 7     | 2     | Alpha Ethniki    |
| 2004/2005 | Iraklis Saloniki     | Griekenland | 17    | 2     | Alpha Ethniki    |
| 2005/2006 | FC Twente            | Nederland   | 32    | 8     | Eredivisie       |
| 2006/2007 | FC Twente            | Nederland   | 34    | 15    | Eredivisie       |
| 2007/2008 | Ajax                 | Nederland   | 18    | 3     | Eredivisie       |
| 2008/2009 | Ajax                 | Nederland   | 8     | 1     | Eredivisie       |
| 2009/2010 | Ajax                 | Nederland   | 9     | 2     | Eredivisie       |
| 2010/2011 | Racing Santander     | Spanje      | 32    | 6     | Primera División |
| 2011/2012 | Racing Santander     | Spanje      | 7     | 0     | Primera División |
| 2012      | Hammarby IF          | Zweden      | 9     | 5     | Superettan       |
| 2013      | Hammarby IF          | Zweden      | 23    | 7     | Superettan       |
| 2014      | Hammarby IF          | Zweden      | 28    | 17    | Superettan       |
| 2015      | Hammarby IF          | Zweden      | 22    | 4     | Allsvenskan      |
| 2016      | Hammarby IF          | Zweden      | 27    | 6     | Allsvenskan      |
| 2017      | Hammarby IF          | Zweden      | 21    | 1     | Allsvenskan      |
| 2018      | Hammarby IF          | Zweden      | 12    | 1     | Allsvenskan      |
| Totaal    | Totaal               | Totaal      | 467   | 128   |                  |

## Erelijst
Hammarby IF
- Allsvenskan: 2001
- Superettan: 2014

 FC Twente
- UEFA Intertoto Cup: 2006

 Ajax
- KNVB beker: 2009/10
- Johan Cruijff Schaal: 2007

Individueel
- Beste nieuwkomer Allsvenskan: 1999
- Topscorer Superettan: 2014